# فرودگاه دالی
فرودگاه دالی (به انگلیسی: Dali Airport) (به زبان بومی: 大理机场) یک فرودگاه همگانی با کد یاتا DLU است . این فرودگاه در کشور چین قرار دارد و در ارتفاع ۲۱۴۹ متری از سطح دریا واقع شده‌است.

## شرکت‌های هواپیمایی و مقصدهای پروازی
| شرکت‌های هواپیمایی                               | مقصدهای پروازی |
| ----------------------------------------------- | --- |
| ایر چاینا                                       | پکن، چنگدو شوانگلیو |
| بیجینگ کپیتال ایرلاینز                          | ژنگژو سین‌ژنگ، شی‌آن شیان‌یانگ |
| هواپیمایی شرقی چین                              | پکن، چانگشا هوانگهوا، چنگدو شوانگلیو، بایون گوآنگجو, هانگجو ژیاشان، کونمینگ چانگشوی، نانجینگ لوکو، شانگهای هونگچیائو، شنژن بن، تیانجین بینهای، شیشوانگبانا گاسا |
| هواپیمایی جنوبی چین                             | بایون گوآنگجو، کونمینگ چانگشوی |
| هواپیمایی جنوبی چین اجرا توسط چونگ‌کینگ ایرلاینز | چنگچینگ ییانگبی، ییبین سایبا |
| Lucky Air                                       | چنگدو شوانگلیو، کونمینگ چانگشوی، شیشوانگبانا گاسا |

Flight time to کون‌مینگ is 20 minutes; to Xishuangbanna 25 minutes.